# Pseudoxyrhopus quinquelineatus
Pseudoxyrhopus quinquelineatus — вид змій родини Pseudoxyrhophiidae. Ендемік Мадагаскару.

## Поширення і екологія
Pseudoxyrhopus quinquelineatus поширені на півночі, заході і півдні острова Мадагаскар та на Центральному плато. Вони живуть у вологих і сухих тропічних лісах а в сухих чагарникових заростях.